# Jannu
El Jannu o Kumbhakarna (en limbu Phoktanglungma, de Phoktang espatlla i Lungma muntanya) amb 7.710 msnm, és la 32a muntanya més alta del món. Es troba a la Kanchenjunga Himal, a l'est del Kanchenjunga, la tercera muntanya de la Terra. El nom oficial d'aquest cim és Kumbhakarna, però continua sent més conegut com a Jannu. Pels kiratis és un cim sagrat.

## Situació
El Jannu és el cim més alt del massís de Kumbhakarna, a la Kanchenjunga Himal (emprant la classificació que va fer H. Adams Carter), que s'estén a la frontera entre el Nepal i Sikkim, situant-se íntegrament dins del Nepal. Una llarga aresta connecta amb el Kangchenjunga cap a l'est.

## Característiques
El Jannu és la 32a muntanya més alta del món, emprant una prominència d'un mínim de 500 metres. Destaca per la seva dificultat a l'hora de ser escalada, ja que presentar un relleu molt vertical i tècnicament és molt complexa, sobretot prop del cim. La cara nord ha estat escenari d'algunes de les fites més destacades en escalada en altituds per sobre dels 7.000 metres.

## Ascensions
No va ser fins al 1957 quan es va fer el primer reconeixement de la muntanya per part de Guido Magnone. El primer intent de fer el cim fou el 1959 er una expedició francesa liderada per Jean Franco. La primera ascensió finalment es va aconseguir el 1962 per una expedició francesa comandada er Lionel Terray. El 27 d'abril van fer cim René Desmaison, Paul Keller, Robert Paragot i Gyalzen Mitchung Sherpa, mentre l'endemà foren Terray, André Bertraud, Jean Bouvier, Pierre Leroux, Yves Pollet-Villard, Jean Ravier i Wangdi Sherpa. Iniciaren l'ascensió a la glacera Yamatari, al sud del cim per seguir una via indirecta fins al gran altiplà conegut com el "Tron", una glacera penjarnt al sud del cim, i seguir fins al cim per l'aresta sud-est.
La impressionant cara nord, anomenada "Mur de les ombres" va ser escalada per primera vegada el 1976 per una cordada japonesa liderada per Masatsugu Konishi, per una ruta que s'iniciava al costat esquerre de la cara per després anar cap a l'aresta est evitant la part més costeruda. L'any anterior una expedició neozelandesa havia escalat la car nord, però sense arribar a fer el cim. L'escalador eslovè Tomo Česen va defensar el 1989 que havia escalat en solitari la cara nord per una via més directa, però és una escalada que molts especialistes posen en dubte.
El 2004, després d'un intent fallit l'any anterior, un equip rus liderat per Alexander Odintsov aconseguiren escalar la directa de la cara nord fins al cim. Aquesta ascensió, tot i obrir un gran debat sobre les tècniques emprades i el fet d'abandonar part de l'equipament a la paret, va ser premiada amb el Piolet d'Or.
L'Himalayan Index anomena una dotzena d'ascensions al Jannu; tot i que poden ser més per no haver quedat registrat alguns d'ells.